# Kastor (imię)
Kastor – polska forma zlatynizowanego imienia Castor pochodzenia greckiego. Wywodzi się od słowa kekasmai oznaczającego "świecić". W mitologii greckiej Kastor był synem Zeusa. Istnieją święci katoliccy o tym imieniu.
Kastor imieniny obchodzi 13 lutego, 28 marca i 21 września.